# Zwartkeelkardinaal
De zwartkeelkardinaal (Paroaria gularis) is een zangvogel uit de familie Thraupidae.

## Verspreiding en leefgebied
Deze soort komt voor in Zuid-Amerika en telt twee ondersoorten:
- Paroaria gularis gularis: van oostelijk Colombia tot oostelijk Peru en door de Guiana's tot centraal Brazilië.
- Paroaria gularis cervicalis: noordoostelijk Bolivia en zuidwestelijk Brazilië.